# Laura Morante
Laura Morante (Santa Fiora, 21 agosto 1956) è un'attrice e regista italiana, vincitrice di un David di Donatello.

## Biografia

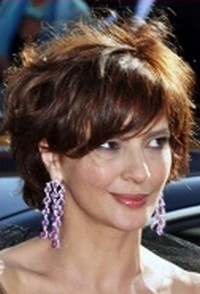
Laura Morante nel 2017

È nata a Santa Fiora, in provincia di Grosseto, il 21 agosto 1956. Cresciuta con sette fratelli, è figlia di Marcello Morante, scrittore e giornalista romano (figlio naturale dell'ebrea modenese Irma Poggibonsi e del siciliano Francesco Lo Monaco, nonché fratello minore di Elsa Morante), e di Maria Bona Palazzeschi. L'ambiente familiare in cui la giovane matura contribuisce in modo determinante a dare un'impronta laica alla sua formazione. I suoi genitori si separarono quando era ancora minorenne.

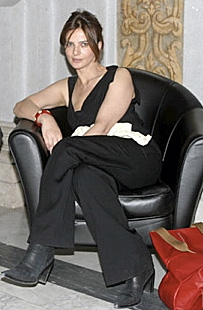
Laura Morante nel 2007

Esordisce giovanissima, a teatro, con Carmelo Bene. Il suo debutto cinematografico risale al 1980, con il film di Giuseppe Bertolucci Oggetti smarriti, una pellicola in cui interpreta il ruolo di una ragazza tossicodipendente. L'anno successivo gira invece, a fianco di Ugo Tognazzi, La tragedia di un uomo ridicolo, per la regia di Bernardo Bertolucci. Allo stesso anno risale anche la collaborazione con Nanni Moretti, forse il regista a cui più deve la propria popolarità. Con lui gira infatti Sogni d'oro (1981), Bianca (1984) e, molti anni più tardi, La stanza del figlio (2001).
Verso la metà degli anni ottanta Laura Morante si trasferisce a Parigi, dove, grazie alla partecipazione a numerose produzioni televisive e cinematografiche, acquista ben presto una certa notorietà. Continua però a lavorare anche per registi e produzioni italiane. Nel 1988 è protagonista nel film I ragazzi di via Panisperna (regia di Gianni Amelio) e due anni più tardi interpreta Vittoria, al fianco di Diego Abatantuono e Fabrizio Bentivoglio in Turné di Salvatores.
Con Virzì nel film Ferie d'agosto, in un cast in cui figura tra gli altri anche Sabrina Ferilli, dimostra di non essere tagliata solo per ruoli drammatici. Tuttavia è proprio a questi ruoli che rimane legata la sua fortuna. Nel 2001 interpreta la madre di Andrea, il ragazzo protagonista di La stanza del figlio, ruolo grazie al quale si aggiudica il David di Donatello per la migliore attrice protagonista. Nel 2002 interpreta la scrittrice Sibilla Aleramo in Un viaggio chiamato amore, assieme a Stefano Accorsi nel ruolo del suo amante Dino Campana.
Nel 2003 è Giulia, moglie tradita, madre frustrata e attrice senza grande talento nel film di Gabriele Muccino Ricordati di me, per cui riceve una nuova nomination per il David di Donatello come migliore attrice protagonista. La sua aria misteriosa e inquieta ha fatto sì che Pupi Avati la scegliesse come unica protagonista del suo nuovo film dalle ambientazioni gotiche Il nascondiglio. Sempre nel 2003 è tra i protagonisti della fiction televisiva Madre Teresa. Nel 2004 interpreta il ruolo di Agrippina nella miniserie Nerone di Pau Marcus, ed è co-protagonista insieme a Carlo Verdone in L'amore è eterno finché dura. Nello stesso anno presta la voce, in qualità di doppiatrice, a Helen Parr/Elastigirl nel film Gli Incredibili - Una "normale" famiglia di supereroi, ruolo che avrebbe dovuto riprendere anche nel sequel (venendo però sostituita da Giò Giò Rapattoni). Nel 2007 viene nuovamente candidata al David di Donatello come migliore attrice protagonista per il ruolo di Monica, madre di Manuel nel film Liscio.
Conta anche una presenza nella serie tv italiana Boris, al decimo episodio della terza stagione. Nel 2009 ha ricevuto il Premio Federico Fellini 8 1/2 per l'eccellenza artistica al Bif&st di Bari. Nel 2010 torna a lavorare con Pupi Avati nel film Il figlio più piccolo. Nel 2012 debutta alla regia con Ciliegine, un film commedia italo-francese, opera prima, presentato in anteprima al Bif&st. Nel 2018 il Centro Sperimentale di Cinematografia, in coedizione con Edizioni Sabinae, le dedica il volume monografico Laura Morante, in punta di piedi, a cura di Stefano Iachetti.

## Vita privata
È madre delle attrici Eugenia Costantini e Agnese Claisse, avute rispettivamente dal suo primo matrimonio con il regista Daniele Costantini e dal suo secondo matrimonio con l'attore francese Georges Claisse.
Dal 2004 è sposata con l'architetto Francesco Giammatteo, con cui ha adottato un figlio, Stepan, nato nel 2006.

## Filmografia

### Attrice

#### Cinema
- Oggetti smarriti, regia di Giuseppe Bertolucci (1980)
- La tragedia di un uomo ridicolo, regia di Bernardo Bertolucci (1981)
- Sogni d'oro, regia di Nanni Moretti (1981)
- Colpire al cuore, regia di Gianni Amelio (1982)
- Il momento dell'avventura, regia di Faliero Rosati (1983)
- L'air du crime, regia di Alain Klarer (1983)
- Bianca, regia di Nanni Moretti (1984)
- L'intruse, regia di Bruno Gantillon (1984)
- Notti e nebbie, regia di Marco Tullio Giordana (1984)
- Le due vite di Mattia Pascal, regia di Mario Monicelli (1985)
- À flor do mar, regia di João César Monteiro (1985)
- Kidnapping - Pericolo in agguato (Man on Fire), regia di Elie Chouraqui (1987)
- La valle fantasma (La vallée fantôme), regia di Alain Tanner (1987)
- Pink Palace, Paradise Beach, regia di Milan Dor (1987)
- Luci lontane, regia di Aurelio Chiesa (1987)
- I ragazzi di via Panisperna, regia di Gianni Amelio (1988)
- Un amore di donna, regia di Nelo Risi (1988)
- Corps perdus, regia di Edoardo De Gregorio (1989)
- Onde Bate o Sol, regia di Josè Pinto (1989)
- Un jeu d'enfant, regia di Pascal Kane (1990)
- Turné, regia di Gabriele Salvatores (1990)
- Tracce di vita amorosa, regia di Peter Del Monte (1990)
- La femme fardée, regia di Josè Pinheiro (1990)
- Ao Fim da Noite, regia di Joaquim Leitao (1991)
- La camera da letto, regia di Stefano Consiglio e Francesco Dal Bosco (1991)
- La voix, regia di Pierre Granier-Deferre (1992)
- Juste avant l'orage, regia di Bruno Herbilot (1992)
- Faut pas rire du bonheur, regia di Guillaime Nicloux (1994)
- Io e il re, regia di Lucio Gaudino (1995)
- Ferie d'agosto, regia di Paolo Virzì (1996)
- Marianna Ucrìa, regia di Roberto Faenza (1997)
- Santo Stefano, regia di Angelo Pasquini (1997)
- Lo sguardo dell'altro (La mirada del otro), regia di Vicente Aranda (1998)
- Coppia omicida, regia di Claudio Fragasso (1998)
- L'anniversario, regia di Mario Orfini (1999)
- Liberate i pesci!, regia di Cristina Comencini (2000)
- Prime luci dell'alba, regia di Lucio Gaudino (2000)
- La stanza del figlio, regia di Nanni Moretti (2001)
- Hotel, regia di Mike Figgis (2001)
- Vajont, regia di Renzo Martinelli (2001)
- Danza di sangue - Dancer Upstairs (The Dancer Upstairs), regia di John Malkovich (2002)
- Un viaggio chiamato amore, regia di Michele Placido (2002)
- Ricordati di me, regia di Gabriele Muccino (2003)
- L'amore è eterno finché dura, regia di Carlo Verdone (2004)
- Notte senza fine, regia di Elisabetta Sgarbi (2004)
- L'impero dei lupi (L'empire des loups), regia di Chris Nahon (2005)
- Non aver paura, regia di Angelo Longoni (2005)
- Un po' per caso, un po' per desiderio (Fauteuils d'orchestre), regia di Danièle Thompson (2006)
- L'estate del mio primo bacio, regia di Carlo Virzì (2006)
- Cuori (Cœurs), regia di Alain Resnais (2006)
- Liscio, regia di Claudio Antonini (2006)
- Il nascondiglio, regia di Pupi Avati (2007)
- Le avventure galanti del giovane Molière (Molière), regia di Laurent Tirard (2007)
- Il grande sogno, regia di Michele Placido (2009)
- Il figlio più piccolo, regia di Pupi Avati (2010)
- La bellezza del somaro, regia di Sergio Castellitto (2010)
- Appartamento ad Atene, regia di Ruggero Dipaola (2011)
- Ciliegine, regia di Laura Morante (2012)
- Romeo and Juliet, regia di Carlo Carlei (2013)
- Nessuno mi pettina bene come il vento, regia di Peter Del Monte (2014)
- Ogni maledetto Natale, regia di Giacomo Ciarrapico, Mattia Torre, Luca Vendruscolo (2014)
- Se Dio vuole, regia di Edoardo Falcone (2015)
- Assolo, regia di Laura Morante (2016)
- L'età d'oro, regia di Emanuela Piovano (2016)
- Bob & Marys - Criminali a domicilio, regia di Francesco Prisco (2018)
- La profezia dell'armadillo, regia di Emanuele Scaringi (2018)
- Una storia senza nome, regia di Roberto Andò (2018)
- Lacci, regia di Daniele Luchetti (2020)
- Masquerade - Ladri d'amore (Mascarade), regia di Nicolas Bedos (2022)
- Il colibrì, regia di Francesca Archibugi (2022)
- Di là dal fiume e tra gli alberi (Across the River and into the Trees), regia di Paula Ortiz (2022)
- Un altro ferragosto, regia di Paolo Virzì (2024)
- Nonostante, regia di Valerio Mastandrea (2024)

#### Televisione
- Il corsaro, regia di Franco Giraldi – miniserie TV (1985)
- Le due vite di Mattia Pascal, regia di Mario Monicelli – versione televisiva (1985)
- Les Jurés de l'ombre, regia di Paul Vecchiali – miniserie TV (1989)
- L'ombra della sera, regia di Cinzia TH Torrini – film TV (1994)
- Dov'è mio figlio, regia di Lucio Gaudino – film TV (2000)
- Giochi pericolosi, regia di Alfredo Angeli – miniserie TV (2000)
- Madre Teresa, regia di Fabrizio Costa – miniserie TV (2003)
- Nerone, regia di Paul Marcus – miniserie TV (2004)
- Boris – serie TV, episodio 3x10 (2010)
- Con il sole negli occhi, regia di Pupi Avati – film TV (2015)
- A casa tutti bene - La serie – serie TV (2021-in corso)
- Christian – serie TV, 4 episodi (2023)
- Alphonse – serie TV (2023)
- Folle d'amore - Alda Merini, regia di Roberto Faenza – film TV (2024)

#### Cortometraggi
- Film, regia di Laura Belli (1999)

### Regista
- Ciliegine (2012)
- Assolo (2016)

### Doppiatrice
- Helen Parr / Elastigirl in Gli Incredibili - Una "normale" famiglia di supereroi
- narratrice in Tutta la vita davanti
- Mira ne La stella di Andra e Tati

## Teatro

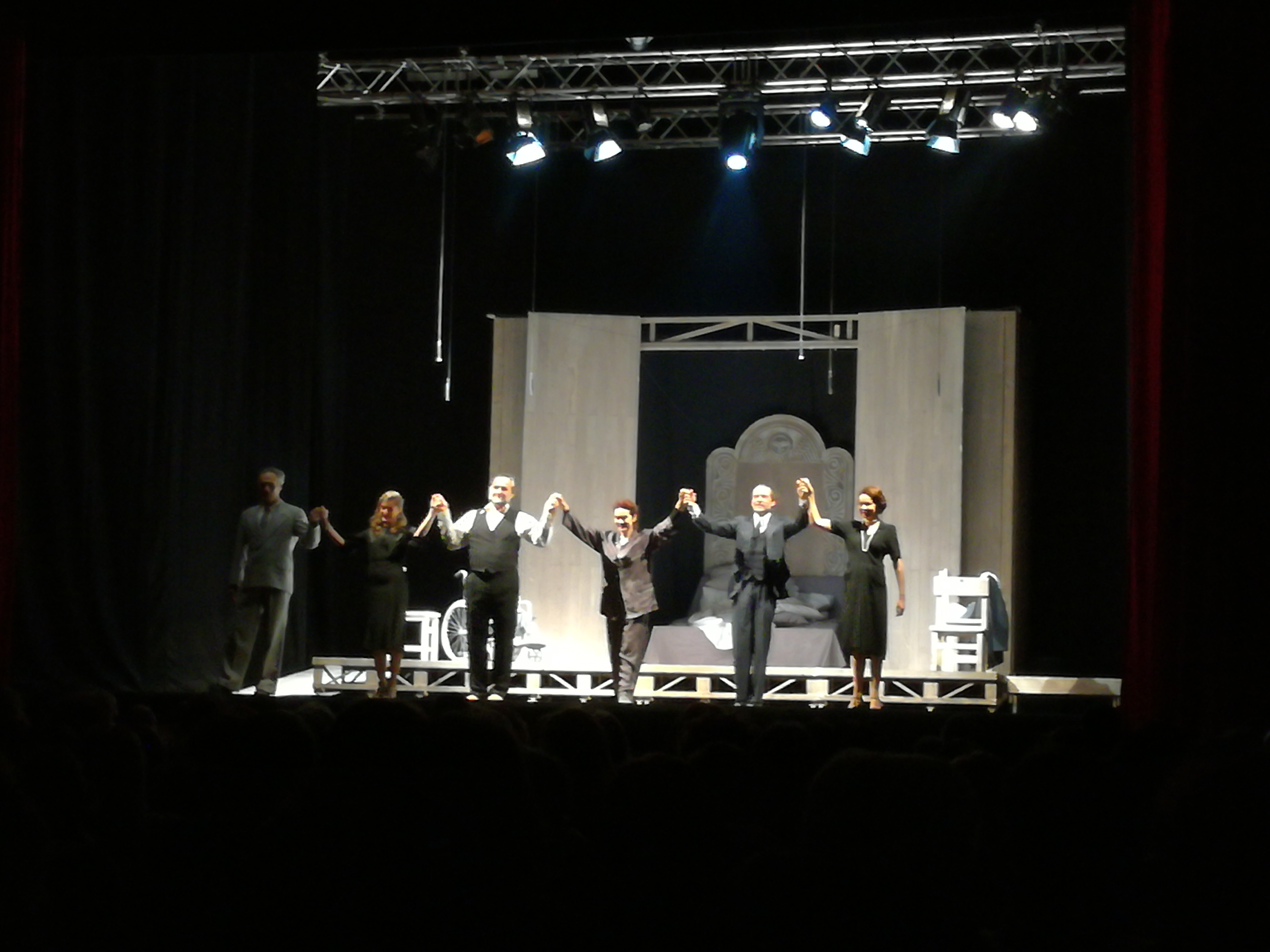
Laura Morante e altri attori alla fine dello spettacolo Locandiera B&B (2018)

- Locandiera B&B, di Edoardo Erba, regia di Roberto Andò (2017)
- Io Sarah, io Tosca, di Laura Morante, regia di Daniele Costantini (2021)

## Riconoscimenti
- David di Donatello
  - 1984 – Candidatura alla migliore attrice protagonista per Bianca
  - 1996 – Candidatura alla migliore attrice protagonista per Ferie d'agosto
  - 2001 – Miglior attrice protagonista per La stanza del figlio
  - 2003 – Candidatura alla migliore attrice protagonista per Ricordati di me
  - 2007 – Candidatura alla migliore attrice protagonista per Liscio

- Nastro d'argento
  - 2005 – Miglior attrice protagonista per L'amore è eterno finché dura
  - 2015 – Nastro d'argento europeo

- Nastri d'argento - Grandi Serie
  - 2022 – Candidatura alla migliore attrice protagonista in una serie per A casa tutti bene - La serie

- Ciak d'oro
  - 2001 – Miglior attrice protagonista per La stanza del figlio[3]

- Globo d'oro
  - 1999 – Miglior attrice per L'anniversario
  - 2012 – Candidatura alla regista rivelazione per Ciliegine

## Opere
- Brividi immorali, Milano, La nave di Teseo, 2018, ISBN 978-8893445146.